# Manhattan Tango
Manhattan Tango ist ein Jazzalbum von Joe McPhee und Jérôme Bourdellon. Die am 4. April 2000 im Loft von Ariane Lopez-Huici und Alain Kirili in Manhattan entstandenen Aufnahmen erschienen 2000 auf dem französischen Label Usine.

## Hintergrund
Manhattan Tango ist der Mitschnitt einer Duettaufnahme mit Joe McPhee (Trompete) und Jérôme Bourdellon (Flöten). McPhee und Bourdillon präsentieren acht improvisierte Stücke: McPhee verwendet nur seine Taschentrompete, manchmal in Verbindung mit seiner Stimme, während der Flötist Bourdellon sowohl Instrumente im Bass- als auch im Piccolo-Bereich nutzt. Beide Spieler verfügen über erweiterte Techniken, die neue klangliche Möglichkeiten ihrer jeweiligen Instrumente schaffen. Das Stück „A.K.A.L.H.“ ist benannt nach den Künstlern Alain Kirill und Ariane Lopez-Huici, deren Loft in Manhattan der Aufführungsort für das hier dokumentierte, mitgeschnittene Konzert war.
Joe McPhee und Jérôme Bourdellon setzten ihre Zusammenarbeit mit dem Album Octoblue (Label Usine, 2013) fort.

## Titelliste
- Joe McPhee & Jérôme Bourdellon – Manhattan Tango (Label Usine 1008)[3]

1. Business Hour 4:49
2. Pearls for Swine 6:03
3. White Street, 17th 5:24
4. A.K.A.L.H. 9:25
5. In the Noiseless Loft 4:14
6. Come Back Ella 3:26
7. Mystery "J" 8:56
8. Manhattan Tango 10:52

Die Kompositionen stammen von Joe McPhee und Jérôme Bourdellon.

## Rezeption
Eugene Chadbourne verlieh dem Album in Allmusic vier Sterne und schrieb, McPhee habe in den 1970er-Jahren als ein Loft-Jazzspieler gegolten, einfach weil Loftwohnungen die einzige Art von Veranstaltungsstätten waren, an denen er damals aufgetreten ist. Die Nutzung solcher Räume für die Aufnahme hatte tatsächlich einen gewissen Einfluss auf den sich verändernden Klang von Jazzaufnahmen; dies sei ein guter Ausgangspunkt, um Manhattan Tango zu loben, in der Hoffnung, herauszustellen, wie besonders das Album ist. Klänge wirbeln und schweben um solche Räume, die Decken bilden ein Reservoir an Hall, das für manche Sets einfach nur ein Sumpf war. Für McPhees und Bourdillons Instrumentenkombination sei der Klang des Raumes jedoch einfach fantastisch und erzeuge eine Fülle, die mit jeder verfügbaren Hall-Aufnahmeausrüstung, analog, digital oder magisch, einfach nicht möglich wäre.
Nach Ansicht von John Kelman, der das Album in All About Jazz rezensierte, sei Manhattan Tango ein überraschend reichhaltiger Mitschnitt, der zeige, wie zwei Spieler mit feinen Ohren und einem Hang zum Risiko Musik schaffen können, die manchmal schwieriger zu sein scheine, aber auch ziemlich lyrisch und schön sei. „Von Anfang an ist klar, dass McPhee und Bourdillon starke Zuhörer sind. Die acht freien Improvisationen dieses Sets leiden nicht unter dem Mangel an Fokus, den freie Musik manchmal zeigen kann. Stattdessen ist jeder Spieler genau darauf eingestellt, was der andere tut; auf ‚Business Hour‘, wo die beiden Instrumente zum größten Teil unterschiedliche Klänge zu erforschen scheinen, kommen sie auf magische Weise periodisch zusammen, um lange einstimmige Töne zu erzeugen.“
Manhattan Tango sei eindeutig nichts für den weniger an experimentierfreudiger Musiker interessierten Hörer, resümiert Kelman. Dennoch, mit einer fast telepathischen Verbindung, die zu einer überraschenden Verschmelzung von Klang, Rhythmus und Textur führe, sei dies ein starkes Argument dafür, dass freie Musik mehr sein kann als nur eine Kakophonie von Klang, dass sie der Treffpunkt für Wagemut und Forschung sein kann in einer Interaktion, die in mancher Hinsicht umso überzeugender sei, weil sie keinen traditionellen Rahmen hat.